# Piedra Ancha, Zapotitlán Tablas
Piedra Ancha är en ort i Mexiko.   Den ligger i kommunen Zapotitlán Tablas och delstaten Guerrero, i den sydöstra delen av landet, 230 km söder om huvudstaden Mexico City. Piedra Ancha ligger 1 825 meter över havet och antalet invånare är 115.
Terrängen runt Piedra Ancha är huvudsakligen kuperad, men åt sydost är den bergig. Piedra Ancha ligger nere i en dal. Runt Piedra Ancha är det ganska glesbefolkat, med 40 invånare per kvadratkilometer. Närmaste större samhälle är Copanatoyac, 9,9 km nordost om Piedra Ancha. I omgivningarna runt Piedra Ancha växer huvudsakligen savannskog.